# Dead Space 3
Dead Space 3 ist ein Videospiel des US-amerikanischen Entwicklerstudios Visceral Games. Es ist ein Third-Person-Shooter in einem Science-Fiction-Szenario und das fünfte Spiel innerhalb der Dead-Space-Serie. Es wurde von Electronic Arts in Europa am 8. Februar 2013 für den PC, die PlayStation 3 und die Xbox 360 veröffentlicht.

## Handlung

### Hintergrund
Im 23. Jahrhundert experimentierte die Menschheit, deren Ressourcen auf der Erde zur Neige gingen, mit einem außerirdischen Artefakt, dem „schwarzen Marker“, das jedoch Demenz und Geisteskrankheiten auslöste und Leichen in gefräßige Monster, den Nekromorphs, verwandelte. Während des ersten Ausbruchs auf der Erde entstand eine neue Religion, die als „Church of Unitology“ bekannt wurde und den Marker als göttliche Macht verehrte, von der man glaubte, dass sie die Menschheit zu einem einheitlichen Zustand namens „Konvergenz“ führen würde. Spätere Experimente mit Replikaten, bekannt als „rote Marker“, führten zu demselben Ergebnis und veranlassten die Erdregierung (EarthGov), die Marker-Kopien im Weltall verstreut zu verstecken. Die Nekromorph-Befälle wurden wieder erweckt, als 2508 das Bergbauschiff USG Ishimura einen der roten Marker während einer illegalen Abbau-Operation auf dem Planeten Aegis 7 freilegte. EarthGov versuchte, die Krise einzudämmen und mit neuen Markern ihre Energie nutzbar zu machen; währenddessen arbeitete die Unitology-Sekte daran, den Einfluss der Marker im Universum zu verbreiten.

### Story
Dead Space 3 beginnt zunächst mit einem Prolog im Jahr 2314 auf der entfernten Eiswelt Tau Volantis, wo eine Expedition der „Streitkräfte der Souveränen Kolonien“ (S.C.A.F.) durch einen Nekromorph-Befall zerstört wird. Währenddessen wird der junge Soldat Tim Kaufman vom leitenden Forscher Dr. Earl Serrano damit beauftragt, ein mysteriöses Gerät namens „Kodex“ aus einem abgestürzten Raumschiff zu bergen. Nur mit Mühe gelingt es Tim, den Kodex zu holen und sich in Sicherheit zu bringen, bevor das Schiff in den Abgrund stürzt. Kurz darauf steht er dem S.C.A.F.-General Mahad gegenüber, der ihm mitteilt, dass man die Kontrolle über die Nekromorph-Seuche verloren hat. Er befragt Tim kurz bezüglich seiner Loyalität der Erde und der Menschheit gegenüber, bevor er diesen kurzerhand erschießt. Anschließend löscht Mahad die Daten aus dem Kodex und begeht Selbstmord durch Kopfschuss.
Die Haupthandlung des Spiels setzt 200 Jahre später, im Jahr 2514, ein. Durch die Ereignisse auf der Titan Sprawl ist der Protagonist Isaac Clarke schwer traumatisiert und führt ein trostloses Leben in der New-Horizons-Kolonie auf dem Erdmond, nachdem seine Freundin Ellie Langford sich von ihm getrennt hat. Eines Tages erhält Isaac jedoch unerwarteten Besuch von zwei EarthGov-Soldaten, Robert Norton und John Carver. Sie berichten ihm, dass Ellie mit ihrem Team auf einer Mission unterwegs war, um eine Möglichkeit zu finden, die Marker-Krise zu bewältigen, man aber den Kontakt zu ihr verlor. Da Isaac bereits Erfahrung mit den Markern hat und außerdem zwei von ihnen zerstörte, verlangen sie, bei der Suche nach Ellie zu helfen, woraufhin Isaac widerwillig zustimmt.
Plötzlich wird die Kolonie vom Inneren Zirkel, einer radikalen Gruppe der Unitology-Sekte, angegriffen. Isaac wird bei dem Angriff von Norton und Carver getrennt und kurz darauf von Jacob Danik, dem Anführer des Inneren Zirkels, in Gewahrsam genommen. Danik zerstört die Eindämmungsmaßnahmen rund um ein Marker-Testlabor im Zentrum der Kolonie und leitet gleichzeitig ähnliche Sabotageaktionen von Labors in allen größeren Kolonien und Außenposten ein, wodurch das Marker-Signal weithin entfesselt wird und eine tödliche Nekromorph-Welle gegen die Menschheit beginnt. In dem Chaos gelingt es Isaac zu entkommen und wird nach einer Verfolgungsjagd von Nortons Schiff, der USM Eudora, gerettet.
Nach ihrer Flucht setzen Isaac, Norton, Carver und zwei weitere Besatzungsmitglieder mit der Eudora Kurs zu Ellies letzter bekannter Position, welche sich als der im Prolog gezeigte Planet Tau Volantis herausstellt. Als sie den Orbit des Planeten erreichen, entdecken sie eine heruntergekommene Flotte von 200 Jahre alten S.C.A.F.-Kriegsschiffen, wo sie ein SOS-Signal von Ellie empfangen können. Jedoch wird die Eudora kurz darauf von Minen getroffen und das Schiff erleidet schnell kritischen Schaden. Isaac und der Crew gelingt es, über eine Rettungskapsel zu entkommen und an eine der verlassenen Schiffe, der CMS Roanoke, anzudocken, von der Ellies SOS-Signal ausgeht. Beim Erkunden des Schiffes bekämpft Isaac die Überreste der Besatzung, die seit zwei Jahrhunderten zu Nekromorphs mutiert sind.
Nachdem er die Energieversorgung der Roanoke wieder hergestellt hat, kann Isaac endlich Ellie und ihr Team, bestehend aus den Forschern Austin Buckell und Jennifer Santos, in einem abgesicherten Bereich finden. Jedoch muss Isaac feststellen, dass Ellie inzwischen mit Norton liiert ist. Sie berichtet von der Entdeckung von Marker-Inschriften, die damals vom Admiral der Roanoke an der Wand ihres Quartiers hinterlassen wurden und weitere Hinweise liefern könnten. Isaac kann die Schriften entziffern und enthüllt, dass der Admiral auf dem Planeten eine Alien-Maschine entdeckt hat, von der sie glaubte, dass sie die Marker steuert, und dass sie von dem Befehl besessen war, „sie abzuschalten“. Ellie folgert daraus, dass es sich bei Tau Volantis um die Heimatwelt der Marker handelt und in der Maschine die Lösung liegt, nach der sie gesucht hat. Norton, für den es nur wenig Hoffnung auf Erfolg gibt, spricht sich dringend für einen Rückflug zur Erde aus, doch Isaac und Ellie entscheiden sich, die Mission fortzuführen, da sonst ohnehin alle sterben werden, wenn sie aufgeben. In der CMS Terra Nova, einem weiteren der verlassenen S.C.A.F.-Schiffe, kann die Gruppe ein Ersatz-Shuttle lokalisieren, mit dem sie zur Oberfläche von Tau Volantis hinabsteigen will. Nachdem sie mit Issacs Hilfe das Shuttle wieder instand gesetzt haben, leiten sie die Landungssequenz ein.
Beim Wiedereintritt in die Atmosphäre des Planeten wird das Shuttle schwer beschädigt und stürzt ab, wobei Isaac vom Rest der Gruppe getrennt wird. Isaac erwacht leicht verletzt auf der Planetenoberfläche und sucht, den eisigen Temperaturen ausgesetzt, in den Wrackteilen des Shuttles nach den anderen. Er ist erleichtert, als er eine Videoaufzeichnung von Ellie findet, die zusammen mit Norton, Carver, Buckell und Santos den Absturz überlebt hat und nun Schutz sucht. Isaac folgt einer Leuchtfackelspur, die von Ellie hinterlassen wurde, bis zu einer alten Pumpstation, wo er den schwerverletzten Buckell vorfindet. Buckell teilt ihm mit, dass die anderen Schneeanzüge fanden und jetzt zu einer verlassenen S.C.A.F.-Einrichtung unterwegs sind, bevor er seinen Verletzungen erliegt. Beim Erkunden der Pumpstation kann Isaac ebenfalls einen Schneeanzug für sich finden.
Nachdem er sich durch Wellen von Nekromorphs gekämpft hat, holt Isaac endlich Ellie und den Rest des Teams ein. Vor der versammelten Gruppe berichtet Santos von der Erwähnung eines Experiments in alten S.C.A.F.-Aufzeichnungen, das den genauen Standort der Alien-Maschine verraten haben soll. Trotz Nortons Skepsis beschließt die Gruppe, das Experiment aufzusuchen, und macht sich auf dem Weg zu einem Lager auf der anderen Seite des Komplexes. Dabei werden sie jedoch von Danik und seinen Truppen angegriffen, die ihnen unbemerkt gefolgt sind. Das Team wird getrennt, schafft es aber, den Unitologen zu entkommen und sich im Lager neu zu gruppieren. Dort finden sie einen riesigen, gefrorenen Nekromorph, bekannt als „Nexus“, der Signale in seinem Körper enthält, die bis zur Maschine zurückverfolgt werden können. Mit Santos Unterstützung gelingt es Isaac, das Experiment im Inneren der Kreatur durchzuführen und dadurch die Maschine weiter oben auf einem Bergkamm zu lokalisieren.
Als Ellie und Santos vorangehen, um den Aufstieg vorzubereiten, werden Isaac, Carver und Norton plötzlich von Daniks Soldaten festgehalten. Danik enthüllt, dass es Norton war, der die Unitologen nach Tau Volantis geführt hat. Norton hatte sich auf einen Deal mit ihnen eingelassen, um Isaac, der als „Marker-Killer“ gilt, auszuliefern und dafür sich selbst und Ellie zu retten. Dennoch bricht Danik ihre Vereinbarungen und will alle Gefangenen hinrichten lassen, als sie in dem Moment vom nun erwachten Nexus angegriffen werden. Isaac und Carver können zwar die Kreatur besiegen, doch Norton wird feindselig und beginnt, Isaac für alle Unglücksfälle während der Mission verantwortlich zu machen. Er will Isaac töten, woraufhin dieser gezwungen ist, Norton in Notwehr zu erschießen.
Wieder zurück bei Ellie und Santos, erzählen Isaac und Carver, was passiert ist, und die Gruppe ist verzweifelt, da sie nur noch zu viert sind. Während sie den Berg besteigen, erklärt Santos, dass laut S.C.A.F.-Notizen ein bestimmtes Gerät als Schlüssel – der Kodex aus dem Prolog – benötigt wird, um die Alien-Maschine abzuschalten, und ein Individuum namens Rosetta damit im Zusammenhang steht. Kurz bevor die Gruppe den Bergkamm erreichen kann, wird sie plötzlich von einer Nekromorph-Schneebestie angegriffen, wobei Santos in den Tod stürzt und Isaac von den anderen getrennt wird. Ihm gelingt es, das Ungeheuer mit alten Harpunen zu erledigen und wieder zu Ellie und Carver zu stoßen. Isaac, dem Gewissensbisse plagen, entschuldigt sich bei Ellie für alles, was passiert ist, und die beiden kommen sich wieder näher.
Auf dem Bergkamm stoßen Isaac, Carver und Ellie auf eine weitere S.C.A.F.-Forschungseinrichtung und entdecken in einem Labor Rosetta, welche sich als ein Alien herausstellt, das in mehrere Stücke zerlegt wurde. Sie finden heraus, dass Rosetta Informationen über den Marker und die Konvergenz in ihrem Gehirn besitzt, die benötigt werden, um einen Kodex herzustellen. Isaac sammelt Rosettas Einzelteile in der Einrichtung und setzt sie mit Ellies Hilfe wieder im Labor zusammen. Als Isaac die Herstellung des Kodex einleitet, blickt er in Rosettas Erinnerungen, die ihm die ganze Wahrheit enthüllen:
Vor Jahrmillionen entdeckten die Bewohner von Tau Volantis, wie jetzt die Menschen, den schwarzen Marker, was zu einem katastrophalen Nekromorph-Befall führte. Als die Kontrolle über ausreichend Biomasse durch den Marker gesichert war, begann das Konvergenzereignis. Das Ereignis beinhaltet einen massiven Transfer von organischer Materie, Nekromorph-Masse und anderen Materialien zusammen mit dem Marker in den Orbit, um einen riesigen Nekromorph-Mond zu erschaffen, welcher sich als derselbe Mond herausstellt, der Tau Volantis umkreist. Diese Monde senden das Marker-Signal über Sterne und bringen andere Zivilisationen dazu, Marker zu replizieren und so noch mehr Monde zu erschaffen. Auf Tau Volantis opferten die Aliens ihre letzten Ressourcen, um eine unvorstellbar mächtige Maschine von der Größe einer Stadt zu bauen, die es schaffte, ihre einst ozeanische Welt schnell einzufrieren und das Konvergenzereignis zu stoppen. Der Befehl „Abschalten“ kam dabei in Wirklichkeit von den Markern, damit durch das Deaktivieren der Maschine der Mond erwacht und vervollständigt wird.
Unwissentlich enthüllt Isaac vieles davon vor Danik, der den Kodex stiehlt und damit entkommt. Indem Isaac das Labor mit ätzendem Gas füllt, tötet er die anderen Unitologen; jedoch wird Ellie davon eingeschlossen. Sie sieht keinen anderen Ausweg und fordert Isaac unter Tränen auf, die Türen zu schließen, damit er und Carver entkommen können. Wütend über den Verlust von Ellie, dezimiert Isaac die verbleibenden Unitologen und verfolgt mit Carver Danik bis zu einer alten S.C.A.F.-Ausgrabungsstätte. Dort steigen sie hinab in die Tiefe und gelangen schließlich zur unterirdischen Alien-Stadt, in deren Zentrum die Maschine steht. Danik will mit dem Kodex dorthin, um die Konvergenz wieder einzuleiten, doch Isaac gelingt es, ihm das Gerät abzunehmen.
Beim Erkunden der Alien-Nekropole finden Isaac und Carver mehrere S.C.A.F.-Aufzeichnungen, laut denen die Maschine den Mond zerstören kann, wenn sie richtig konfiguriert wird. Nachdem es Isaac dank dieser Aufzeichnungen gelungen ist, die Konfiguration abzuschließen, begeben er und Carver sich zum Kontrollzentrum der Maschine. Dort wartet jedoch schon Danik auf sie, der Ellie als Geisel hält, die zu Isaacs Erleichterung überlebt hat. Der Unitologe droht, Ellie zu töten, wenn Isaac ihm nicht den Kodex übergibt, woraufhin Carver, der an Erlösung glaubt, ihm das Gerät zuwirft. Danik schaltet damit die Maschine sofort ab und setzt das Konvergenzereignis fort. Der Nekromorph-Mond, nun befreit von der Kontrolle der Maschine, steigt Richtung Tau Volantis herab und beginnt, die Nekropole zu zerlegen und ihre Trümmer in die Luft zu schleudern. Dabei wird Danik von einem herabfallenden Trümmerteil getötet. Als Isaac erkennt, dass es für ihn keine Möglichkeit gibt, sicher zu entkommen, gibt er Ellie einen Abschiedskuss und lässt sie mit Daniks Shuttle vom Planeten fliehen. Isaac und Carver bahnen sich dann gemeinsam durch die fliegenden Trümmer einen Weg zur Maschine, wobei sie am Ende in den mondgroßen Organismus gezogen werden. Nach einem harten Kampf gelingt es ihnen, die Maschine zu reaktivieren, was dazu führt, dass die Konvergenz gestoppt wird und der Mond auf Tau Volantis stürzt – zusammen mit Isaac und Carver.
Vom Orbit aus beobachtet Ellie, wie der Mond durch den Sturz auf die Planetenoberfläche zerstört wird. Sie trauert um Isaac, tröstet sich aber mit der Erkenntnis, dass die Instrumente ihres Shuttles das Markersignal nicht mehr anzeigen. Daraufhin nimmt Ellie Kurs auf die Erde und verlässt die Umlaufbahn von Tau Volantis.

### DLCAwakened
Am 12. März 2013 wurde für Dead Space 3 das erste und einzige Add-on namens Awakened veröffentlicht, welches die Singleplayer-Kampagne um drei weitere Kapitel erweitert.
Die Handlung dieses DLCs setzt unmittelbar nach dem Ende der Hauptgeschichte ein. Nach ihrem Kampf gegen den Nekromorph-Mond erwachen Isaac und Carver in einer Eishöhle auf Tau Volantis und fragen sich, wie sie den Sturz unbeschadet überleben konnten. Sie finden einen Weg raus aus der Höhle und erblicken am Horizont den zerstörten Mond. Nach kurzer Zeit müssen die beiden jedoch feststellen, dass es immer noch Nekromorphs gibt und das Marker-Signal irgendwie weiterhin existiert. Zudem wird Isaac von Halluzinationen geplagt, durch welche er erfährt, dass die anderen Geschwister-Monde im Universum vom besiegten Mond kontaktiert wurden und nun erwacht sind.
Isaac und Carver beschließen, ein Schiff zu finden und zurück zur Erde zu fliegen, um die Menschheit zu warnen. Sie stoßen auf die verbleibenden Unitologen von Daniks Innerem Zirkel, die langsam dem Wahnsinn verfallen sind, und konzentrieren sich auf die Suche nach eines ihrer Shuttles. Den beiden gelingt es tatsächlich, ein Unitologen-Shuttle zu finden, jedoch ist bei diesem der Shockpoint-Antrieb defekt, was eine Heimreise unmöglich macht. Dennoch besteigen sie es und fliegen damit in den Orbit, wo sie im Trümmerfeld der S.C.A.F.-Flottille passende Ersatzteile zu finden hoffen.
Als sie ein Signal von einem Unitologen-Transponder aus der Terra Nova empfangen, betreten Isaac und Carver das alte Schiff, wo sie herausfinden, dass Daniks Leute, die hier Zuflucht gesucht haben, einen intakten Shockpoint-Antrieb in den Kommandoturm brachten. Während Carver den Reaktor der Terra Nova inspiziert, macht sich Isaac auf dem Weg zum Turm, wobei er sich mit den restlichen Unitologen herumschlagen muss, die sich einem neuen Kult um die Nekromorph-Monde verschrieben haben. Isaac kann zwar den Shockpoint-Antrieb bergen, jedoch werden seine Halluzinationen schlimmer und er beginnt allmählich den Verstand zu verlieren. So beschließt er, den Shockpoint-Antrieb zu zerstören, anstatt diesen zur Heimreise zu verwenden, aus Angst, er und Carver würden sonst die Geschwister-Monde zur Erde führen. Es entbrennt ein Konflikt zwischen Isaac und Carver, der seinen Höhepunkt auf dem Weg zum Reaktor des Schiffes findet. In einer finalen Halluzination bekämpfen sich die beiden, bis Isaac in eine weitere Halluzination gerissen wird, in der er „den Propheten“, die Stimme der Monde, bekämpft. Nachdem Isaac den Propheten besiegen konnte, enthüllen die Monde ihm, dass sie die ganze Zeit wussten, wo sich die Erde befindet, und der Zwist zwischen ihm und Carver nur ein Ablenkungsmanöver war.
Isaac und Carver versöhnen sich wieder und fassen den Plan, den Shockpoint-Antrieb in den Reaktor der Terra Nova zu installieren und das alte Schiff so für den Rückflug zur Erde zu nutzen. Wohlwissend, dass alles explodieren könnte, überlastet Isaac anschließend den Reaktor, um genug Energie für den Sprung zu erzeugen, und begibt sich im „Eilflug“ zur Brücke. Ihm und Carver gelingt der Sprung und sie kehren mit der Terra Nova zur Erde zurück.
Als das Schiff die Erde erreicht, versuchen Isaac und Carver, Kontakt aufzunehmen, hören jedoch im Hintergrund nur das Toben und Schlachten von Nekromorphs. Im selben Moment erscheinen die Geschwister-Monde, die bereits dabei sind, die Erde anzugreifen. Die Handlung endet damit, dass einer der Monde direkt vor der Terra Nova auftaucht; Isaacs und Carvers Schicksal wird dabei offen gelassen.

## Rezeption
Dead Space 3 erhielt generell positive Kritiken, die im Vergleich zu Dead Space und Dead Space 2 jedoch deutlich schlechter ausfielen. So erreichte die Fassung für Xbox 360 bei Metacritic eine durchschnittliche Wertung von 78 von 100 Punkten und die PS3-Version 77 %. Unter anderem zeigten sich die Rezensenten enttäuscht, dass sich das Spiel von seinen Wurzeln des Survival Horror zu weit entfernt habe und zu einem generisch wirkenden Shooter mutiert sei. Positiv aufgenommen wurde hingegen der Koop-Modus. Das Schweizer Magazin Gbase gab dem Spiel eine Wertung in Höhe von 7,5/10 Punkten und lobte unter anderem die gute Technik und die tollen Kulissen. Andererseits wurden die etwas schwache Handlung und der niedrige Gruselfaktor kritisiert.

## Trivia
Anders, als für die vorherigen Teile Dead Space und Dead Space 2, wurde kein animierter Spielfilm produziert, sondern die Graphic Novel Dead Space: Liberation, welche die Hintergründe von Ellie Langford und der Suche nach einer Lösung für das Marker-Problem näher beleuchtet.
In den ersten Leveln stößt Isaac auf der Suche nach Ellie auf die Überreste einer zerstörten Raumflotte. Das Signal von Ellie kommt von einer verlassenen Raumstation namens Roanoke, was eine Anlehnung an die verschwundene Roanoke-Siedlung ist.